# Opisthoxia humilis
Opisthoxia humilis är en fjärilsart som beskrevs av W. Warren 1905. Opisthoxia humilis ingår i släktet Opisthoxia och familjen mätare. Inga underarter finns listade i Catalogue of Life.